# Chirens
Chirens ist eine französische Gemeinde mit 2.510 Einwohnern (Stand: 1. Januar 2022) im Département Isère in der Region Auvergne-Rhône-Alpes; sie gehört zum Arrondissement Grenoble und zum Kanton Le Grand-Lemps. Die Einwohner werden Chirennois genannt.

## Geographie
Chirens liegt etwa 28 Kilometer nordwestlich von Grenoble am Rande des Regionalen Naturparks Chartreuse und am Fluss Ainan.
Umgeben wird Chirens von den Nachbargemeinden Bilieu im Norden, Massieu im Nordosten, Saint-Nicolas-de-Macherin im Osten, Voiron im Südosten, La Murette im Süden, Saint-Blaise-du-Buis im Südwesten, Apprieu im Westen und Südwesten sowie Charavines im Westen und Nordwesten.

## Bevölkerungsentwicklung
| Jahr                       | 1962 | 1968 | 1975 | 1982 | 1990 | 1999 | 2006 | 2017 |
| Einwohner                  | 801  | 764  | 1002 | 1463 | 1806 | 1889 | 1946 | 2337 |
| Quellen: Cassini und INSEE |      |      |      |      |      |      |      |      |

## Sehenswürdigkeiten
- Burg Clermont, früherer Stammsitz der Familie Clermont-Tonnerre, nur noch als Ruine mit Turm und Mauerresten erhalten, Monument historique seit 1983
- Priorei Notre-Dame-du-Gayet, im 11. Jahrhundert begründet, seit 1973 Monument historique
- Kirche Notre-Dame
- Motte (Wallburg) von Le Châtelard, seit 2004 Monument historique

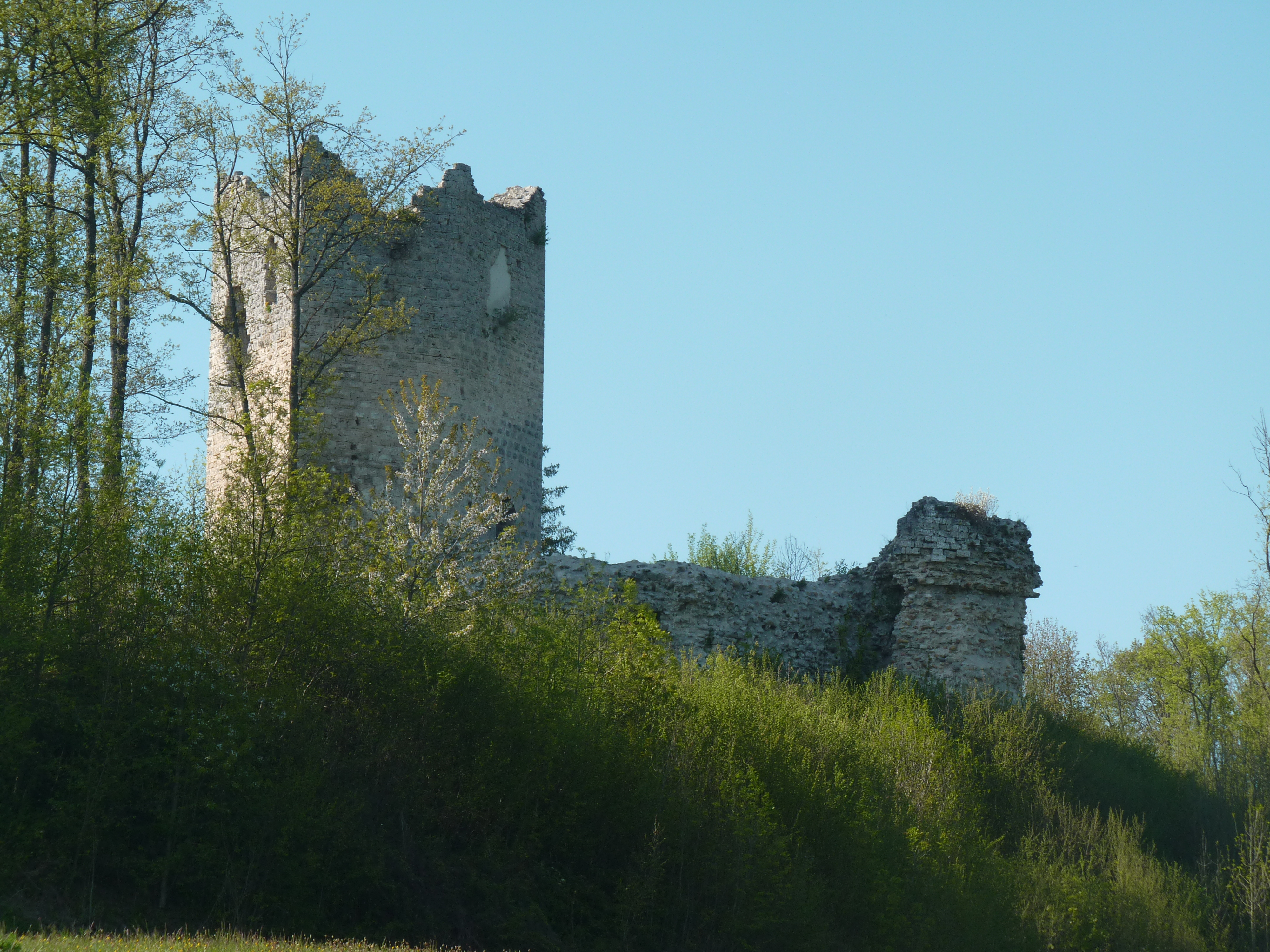
Burg Clermont
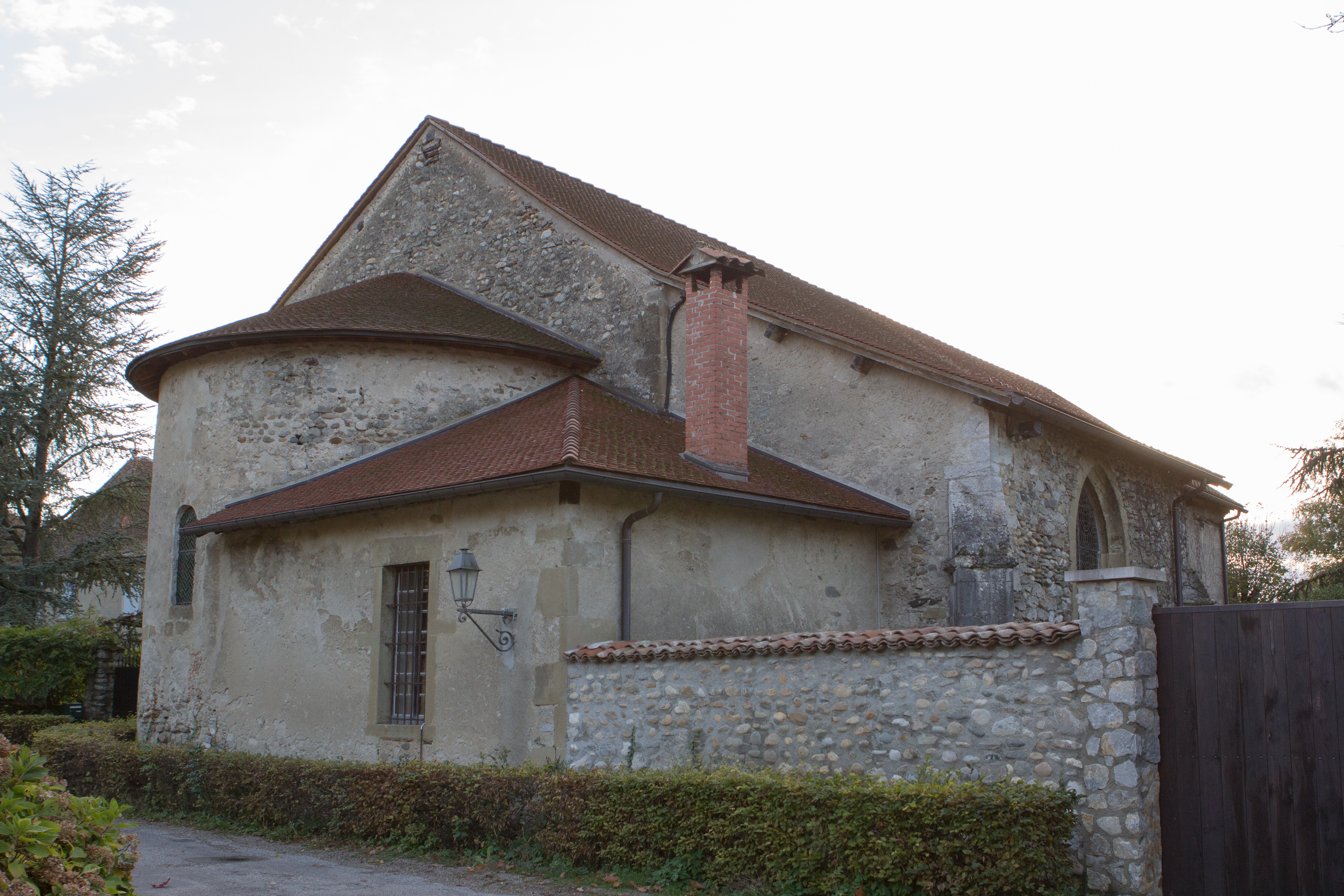
Priorei Notre-Dame-du-Gayet